# Österreichisch-kaiserlicher Leopold-Orden

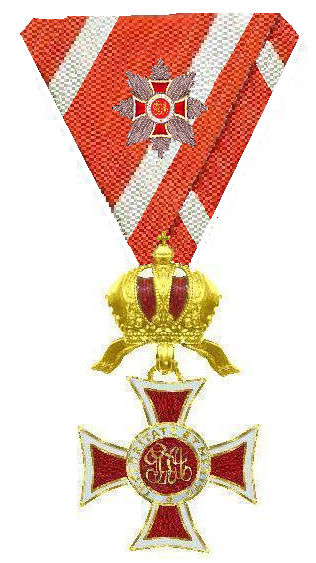
Sog. Kleindekoration zum Kreuz I Klasse

Der Österreichisch-kaiserliche Leopold-Orden wurde am 8. Jänner 1808 durch Kaiser Franz I. gestiftet und war bis 1918 ein hoher Orden für zivile und militärische Verdienste.

## Ordensklassen

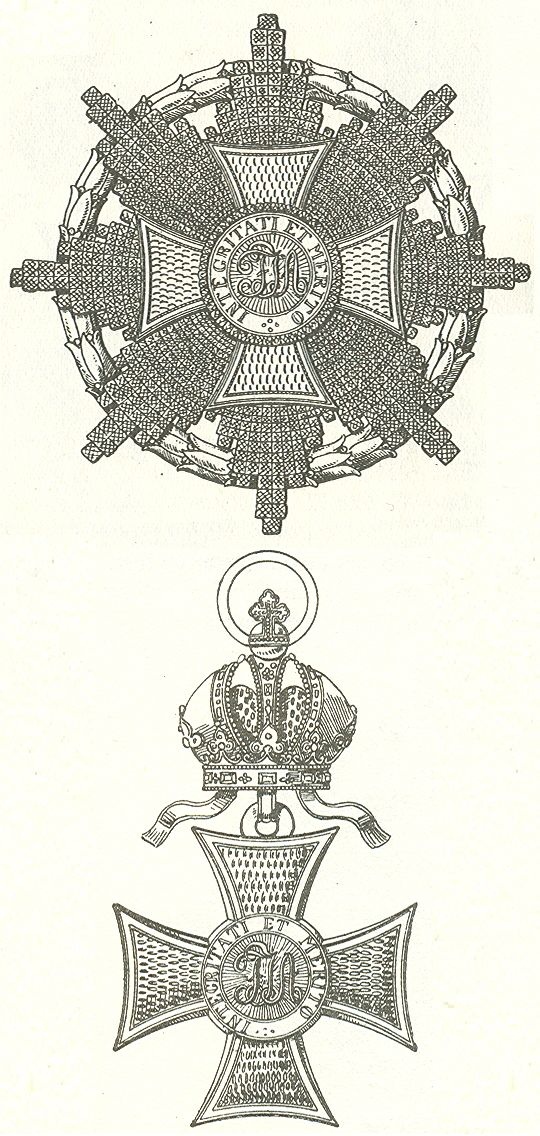
Insignien des Leopoldordens: Stern zum Großkreuz mit Kriegsdekoration (oben), Ordenskreuz aller Klassen (unten)

Der Orden bestand aus vier Klassen:
- Großkreuz
- I. Klasse (seit 1901)
- Kommandeurkreuz
- Ritterkreuz

## Geschichte
Kaiser Franz I. stiftete den Orden am Tag seiner Verlobung mit Maria Ludovika Beatrix von Modena, die seine dritte Gattin werden sollte. Man hatte zuvor erwogen, den Orden Rudolfsorden (nach Rudolf von Habsburg) oder Franzensorden (nach dem Stifter) zu benennen, letzten Endes entschied sich der Kaiser für den Namen seines Vaters Kaiser Leopold II.
Der letzte Rezipient, Ernst Graf von Silva-Tarouca, erhielt die Dekoration am 11. November 1918, wenige Stunden, bevor Kaiser Karl I. auf seinen Anteil an den Staatsgeschäften verzichtete. Nach dem Ende der Monarchie in Österreich 1918 wurde der Orden nicht mehr verliehen.

## Aussehen und Trageweise

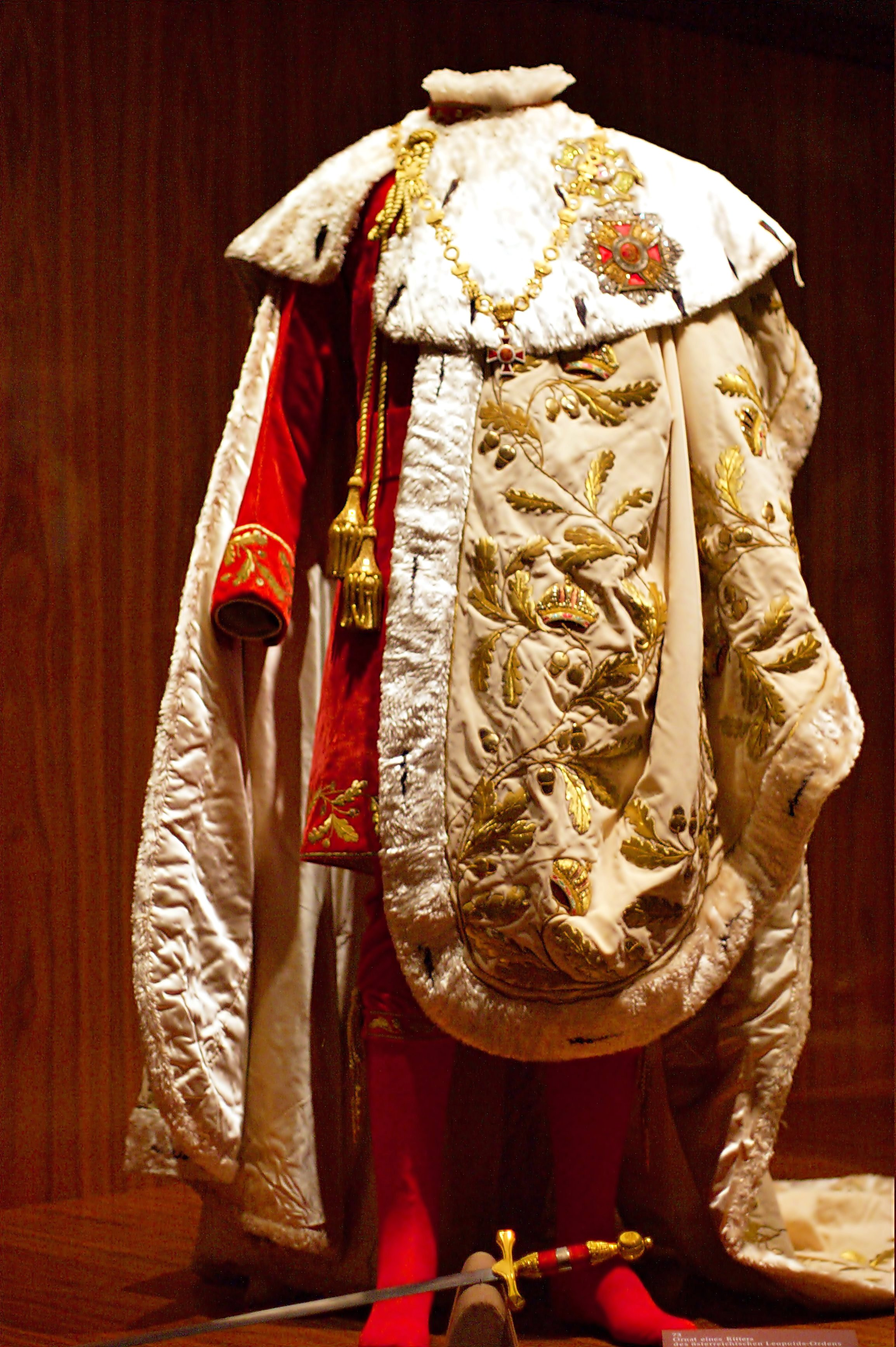
Ornat des Leopold-Ordens

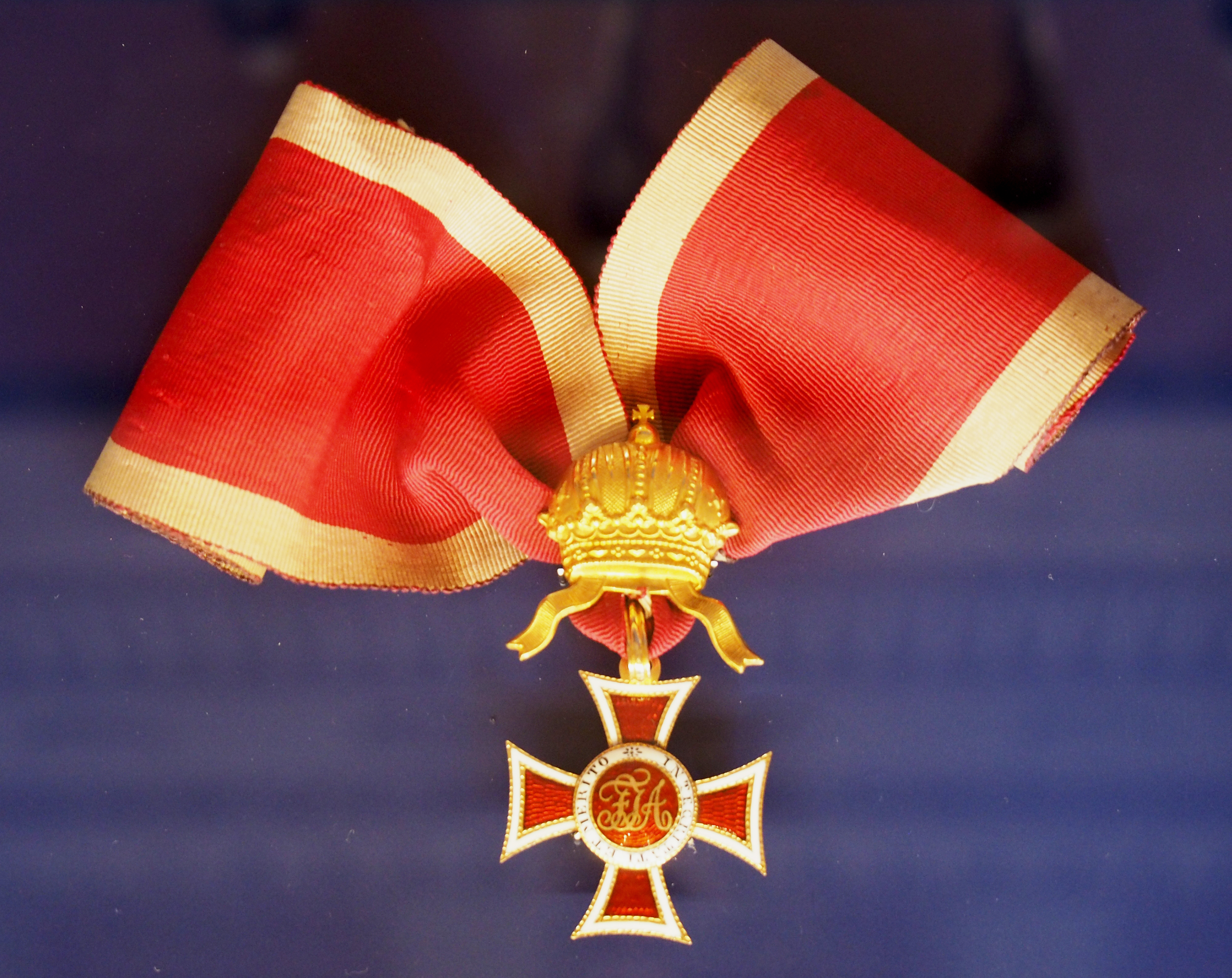
Komturkreuz des Österreichisch–Kaiserlichen Leopoldordens, 1815 von Kaiser Franz I. an Goethe verliehen

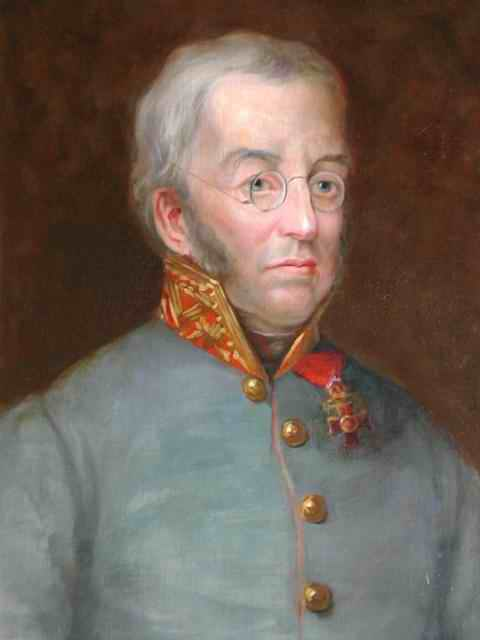
Bürgermeister Peter von Sporschill mit dem Ritterkreuz des Leopold-Orden

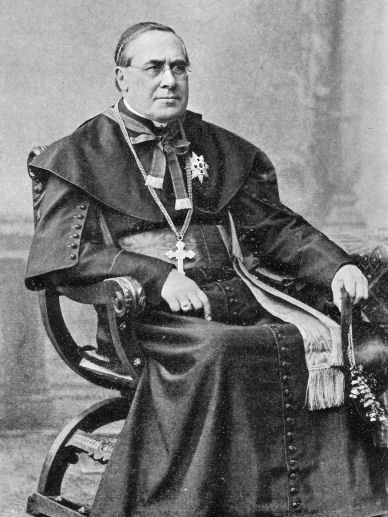
Fürsterzbischof Anton Joseph Gruscha mit dem Stern des Leopold-Ordens an der Brust

### Ordenszeichen
Das Insigne des Ordens ist ein achteckiges rot emailliertes und weiß eingefasstes Tatzenkreuz. Im Avers-Mittenmedaillon befindet sich die verschlungenen Buchstaben F I A (Franciscus Imperator Austriae), die von der Inschrift Integritati et Merito (Für Rechtschaffenheit und Verdienst) umgeben ist. Im Revers zeigt das Medaillon den Wahlspruch Leopolds II. Opes regum corda subditorum (Die Herzen der Untertanen sind die Schätze der Könige), der von einem Eichenkranz umgeben ist. Die Kreuze der ersten Ausgabe von 1808 zeigen bis 1818 drei Eichenlaubblätter in den Kreuzwinkeln, die später entfernt wurden. Die Aufhängung des Insignes an das Ordensband ist die österreichische Kaiserkrone (sog. Hauskrone des Kaisers Rudolf II.) mit zwei wehenden Bändern.

### Ordensband
Das Band des Leopold-Ordens ist hellrot mit einem weißen Randstreifen; beim Kreuz I Klasse – hellrot mit weißen Seitenstreifen.

### Trageweise
Einfache Ordensritter trugen das Insigne an einem Dreiecksband an der linken Brustseite, Kommandeure am Band um den Hals. Inhaber des Großkreuzes oder Kreuzes I Klasse trugen das Insigne an einem breiten Schulterband und einen Bruststern. Der silberne Ordensstern ist achtstrahlig und trägt das Ordenskreuz in seiner Mitte.
Zu besonderen Anlässen trugen Inhaber des Großkreuzes den Ornat des Leopold-Ordens mit Ordenskette. Diese besteht aus 16 goldenen, verschlungenen Initialen F und L, über denen jeweils die österreichische Kaiserkrone angebracht und zwischen denen 16 Eichenkränze eingegliedert sind.

### Zusatzdekorationen
Mit Verfügung vom 23. Jänner und 23. Februar 1860 wurde für Personen, die den Leopold-Orden für unmittelbar vor dem Feinde erworbene Verdienste erhielten, die sogenannte „Kriegsdekoration“ geschaffen. Diese bestand aus zwei gekreuzten aufwärts gebogenen Lorbeerzweigen unter der Kaiserkrone.
Im Laufe der Zeit entstanden für den Leopold-Orden weitere Zusatzdekorationen. So konnten ab 13. Dezember 1916 beim zwischen den Armen des Ordenskreuzes und auf dem Stern goldene oder silberne Schwerter angebracht werden. Die goldenen bedeuteten die Erwerbung des aktuellen Grades mit Kriegsdekoration und Schwertern, die silbernen wiesen darauf hin, dass man die Kriegsdekoration zu einem niedrigeren Grade erworben hatte.
Das Großkreuz des Ordens konnte als Ausdruck höchster Gunst auch mit Brillanten verliehen werden. Von 1808 bis 1918 erhielten 55 Personen diese Auszeichnung.

## Adelsstand und Privilegien
Bis 1884 war für Untertanen der von den Habsburgern regierten Länder mit der Verleihung des Ritterkreuzes des Leopold-Ordens die Erhebung in den erblichen Ritterstand verbunden, mit der Verleihung des Kommandeurkreuzes die Erhebung in den erblichen Freiherrenstand. Die Verleihung des Großkreuzes brachte den Geheimratstitel mit der Anrede „Exzellenz“ und Mitgliedschaft im Hofstaat ein. Am 24. August 1884 wurde die automatische Nobilitierung aus den Statuten des Leopold–Ordens gestrichen (Erlass des k.k. Ministerium des Inneren), ebenso aus denen des Ordens der Eisernen Krone.
Als Großmeister des Ordens fungierte der regierende Monarch.

## Abkürzungen im Amtskalender
Im Amtskalender und im Militärschematismus wurde für den Leopold–Orden die Abkürzung ÖLO verwendet, der jeweils mit R (für Ritter), K (für Kommandeur), GK (für Großkreuz) oder KD (für Kriegsdekoration) erweitert wurde. Für Schwerter wird noch zusätzlich Schw. ergänzt. Beispiel: ÖLO–K KD Schw.

## Bekannte Träger
- siehe: Träger des ö.k. Leopold–Ordens